# Al-Ahli (Bahrain)
Al-Ahli ist ein bahrainischer Fußballverein aus Manama. Aktuell spielt der Verein in der höchsten Liga des Landes, der Bahraini Premier League.

## Geschichte
Der Verein gewann bisher fünf Meisterschaften, die letzte 1996. Neben dem Muharraq Club gilt der Verein als einer der größten des Landes. Die Derbys zwischen beiden Vereinen haben die höchsten Zuschauerzahlen der Liga.
Der bis mindestens zum Jahr 1969 noch eigenständige Klub al-Tursana aus dem Distrikt Fereej al-Fadel schloss sich irgendwann dem Klub an.
Neben der Fußballabteilung ist der Verein auch bekannt für seine guten Sportabteilungen im Bereich Handball, Volleyball und Basketball.

## Erfolge

### National
- Bahraini Premier League

Meister 1959, 1969, 1972, 1977, 1996
- Bahraini King’s Cup

Gewinner 1960, 1968, 1977, 1982, 1987, 1991, 2001, 2003, 2024
- Bahraini FA Cup

Gewinner 2007, 2016, 2023

## Stadion
Seine Heimspiele trägt der Verein im Al Ahli Stadium in Manama aus. Das Stadion hat ein Fassungsvermögen von 10.000 Personen.

## Trainer
| Trainer             | Nation                  | von              | bis              |
| ------------------- | ----------------------- | ---------------- | ---------------- |
| Josef Hickersberger | Österreich              | 1. Juli 1995     | 30. Juni 1997    |
| Abdelkader Youmir   | Marokko                 | 1. Juli 1997     | 30. Juni 1998    |
| Hadi Ahmed          | Irak                    | 1. Juli 1999     | 30. Juni 2000    |
| Abdelkader Youmir   | Marokko                 | 1. Juli 2001     | 30. Juni 2002    |
| Senad Kreso         | Bosnien und Herzegowina | 1. Juli 2002     | 30. Juni 2003    |
| Senad Kreso         | Bosnien und Herzegowina | 1. Juli 2004     | 30. Juni 2006    |
| Hans-Jürgen Gede    | Deutschland             | 1. Juli 2006     | 30. Juni 2007    |
| Dusan Jevric        | Serbien                 | 21. August 2009  | 1. März 2010     |
| Mariano Barreto     | Indien Portugal         | 1. Dezember 2010 | 26. April 2011   |
| Dragan Jovanovic    | Serbien                 | 1. Juli 2012     | 30. Juni 2013    |
| Mohamed Azima       | Deutschland Ägypten     | 1. Juli 2016     | 30. Juni 2017    |
| Djilali Bahloul     | Frankreich Algerien     | 1. Juli 2017     | 25. Oktober 2017 |
| Youssef Manai       | Frankreich Tunesien     | 1. November 2017 | 30. Juni 2018    |
| Issa Al-Turk        | Jordanien               | 1. Juli 2018     | 5. März 2019     |
| Kamel Zouaghi       | Tunesien                | 18. Februar 2020 | 30. Juni 2021    |
| Hitham Jatal        | Syrien                  | 12. Juli 2023    | 30. Juni 2024    |
| Nandinho            | Portugal                | 17. Oktober 2023 | 30. Juni 2024    |
| Ángel López         | Spanien                 | 1. Juli 2024     |                  |